# 克魯帕
50°41′16″N 25°24′20″E / 50.68778°N 25.40556°E
克魯帕（烏克蘭語：Крупа），是烏克蘭的村落，位於該國西部沃倫州，由盧茨克區負責管轄，始建於1545年，面積3.29平方公里，海拔高度215米，2001年人口913，人口密度每平方公里277.17人。